# Erwann Le Péchoux
Erwann Le Péchoux, född 13 januari 1982 i Pertuis i Vaucluse, är en fransk fäktare.
Han blev olympisk silvermedaljör i florett vid sommarspelen 2016 i Rio de Janeiro. Vid olympiska sommarspelen 2020 i Tokyo tog Le Péchoux guld i lagtävlingen i florett.